# Tête de Siguret
La tête de Siguret est un sommet des Alpes-de-Haute-Provence (France) culminant à 3 032 mètres d'altitude. C'est le plus haut sommet de la ligne de crêtes séparant la vallée de Larche et le vallon des Sagnes. Il surplombe la ville de Jausiers de 2 000 mètres.
Le sommet s'atteint par le nord, en randonnée pédestre ou en ski de randonnée.